# Luchthaven Kananga
Luchthaven Kananga (IATA: KGA, ICAO: FZUA) is een luchthaven bij Kananga in Congo-Kinshasa.

## Luchtvaartmaatschappijen en Bestemmingen
- Compagnie Africaine d'Aviation - Kinshasa, Mbuji-Mayi
- Hewa Bora Airways - Kinshasa, Mbuji-Mayi
- Malift Air - Kinshasa
- Wimbi Dira Airways - Mbuji-Mayi, Lubumbashi